# Vézelin-sur-Loire
Vézelin-sur-Loire es una comuna francesa, situada en el departamento de Loira, de la región de Auvernia-Ródano-Alpes. 

## Geografía
Está ubicada a orillas del río Loira, al sur de Roanne.

## Historia
La comuna nueva fue creada el 1 de enero de 2019, con la unión de las comunas de Amions, Dancé y Saint-Paul-de-Vézelin, pasando a estar el ayuntamiento en la antigua comuna de Saint-Paul-de-Vézelin.